# Калиновик (громада)
Калиновик (серб. Општина Рогатица) — боснійська громада, розташована в регіоні Істочно-Сараєво Республіки Сербської. Адміністративним центром є місто Калиновик.